# Ireneo de Lyon
Ireneo de Lyon, conocido como san Ireneo (en griego: Εἰρηναῖος) (Esmirna, Asia Menor, c. 125 - Lyon, c. 202), fue obispo de la ciudad de Lyon desde 189 hasta su muerte. Considerado como el más importante adversario del gnosticismo del siglo II. Su obra principal es Contra las herejías. El papa Francisco lo declaró Doctor de la Iglesia, con el título de  "Doctor unitatis" ("Doctor de la unidad").

## Ministerio cristiano
Nacido en Esmirna, Anatolia (actual Turquía), Ireneo fue uno de los discípulos —considerado el mejor de todos— del obispo de Esmirna, Policarpo, discípulo, a su vez, del apóstol san Juan. Policarpo lo envió a las Galias (157). En Lugdunum (actual Lyon), capital de la Galia Lugdunense, donde se registró una cruel persecución que causó numerosos mártires entre los cristianos, fue ordenado sacerdote y desde el año 177 ejerció allí como presbítero. Fue enviado al Obispo de Roma Eleuterio para rogarle, mediante «la más piadosa y ortodoxa de las cartas», en nombre de la unidad y de la paz de la Iglesia, que tratase con suavidad a los hermanos montanistas de Frigia.
Explicó que al rechazar a los falsos profetas había que acoger el verdadero don de profecía. Pese a rechazar los «excesos carismáticos» y apocalípticos del montanismo, consideró que no se podían prohibir las manifestaciones del Espíritu Santo dentro de las iglesias romanas.  
Sucedió a Potino en la sede episcopal de Lyon desde el 189 e intervino ante el obispo romano Víctor (190) para que no separara de la comunión a los cristianos orientales que celebraban la Pascua el mismo día que los judíos. No se tiene certeza sobre la fecha de su muerte, pero se estima que ocurrió entre el año 202 y el 207. Fue sepultado en la iglesia de San Juan en Lyon y su tumba fue profanada por hugonotes (protestantes calvinistas) en 1562.
El nombre de San Ireneo está vinculado, sobre todo, a la polémica contra los gnósticos.

## Obra
Escribió el tratado Contra las herejías en cinco tomos, cuyo título completo es Desenmascarar y refutar la falsamente llamada Ciencia (Gnosis en griego, idioma en el que fue escrito).
Explicó que no existe un Pléroma sobre el Dios Creador. La Regla de la Verdad se resume en lo siguiente: hay un solo Dios Soberano universal que creó todas las cosas por medio de su Verbo, que ha organizado y hecho de la nada todas las cosas para que existan. El Dios del Antiguo Testamento es el mismo y único Dios del Nuevo Testamento, al contrario de lo que afirmó Marción. 
Ireneo confrontó las concepciones según las cuales habría almas malas destinadas a condenarse o tres clases de humanos: materiales que no pueden salvarse, psíquicos que pueden salvarse y espirituales que se salvan. Dios ha encerrado a todos en la incredulidad, para tener compasión de todos (Romanos 11:32). Rechazó especialmente la versión gnóstica de Cristo, que lo hacía un hombre espiritual al que le fue administrado un cuerpo formado con substancia psíquica, pero dispuesto con un arte inefable para que pudiera ser visto, palpado y sufrir y del que se libró al morir, y que en cambio nunca tomó nada del hombre material, porque éste nada tiene que pueda salvarse. Mostró cómo, según los argumentos que ellos proponen, el Verbo no se habría hecho carne. El libro V expone su escatología milenarista, heredada de los apóstoles: el Anticristo, la Resurrección de los justos y el Milenio.
Ireneo también habría escrito la Demostración de la predicación apostólica encontrada en 1904 en el idioma armenio, es una instrucción cristiana dirigida a su amigo Marciano. 
La Demostración de la predicación apostólica ofrece la mejor visión de Ireneo. Aquí vincula la predicación de los apóstoles (los escritores del Nuevo Testamento) con la Ley, los Salmos y los Profetas. 
En primer lugar, esboza la fe transmitida por los ancianos, que habían conocido a los apóstoles, personificada en los tres artículos del "canon de la fe": el único Dios y Padre; el único Señor, Jesucristo crucificado y resucitado; y el único Espíritu Santo.  A continuación, relata, a la manera de los grandes discursos apostólicos de los Hechos, la narración bíblica de la obra de salvación de Dios que culmina en Cristo. Por último, demuestra que lo que los apóstoles proclamaron se cumplió en Cristo, conformado como está por la Escritura.  
Ireneo subraya el modo en que los propios apóstoles utilizaron la Escritura: tras la proclamación de Pablo de que Cristo murió y resucitó según las Escrituras (1 Cor. 15:3-5), los cuatro Evangelios canónicos centran sus relatos de Jesús en la Pasión, y siempre cuentan la historia con referencias a la Escritura hebrea. Ni Marción ni los escritos gnósticos, como el Evangelio de Tomás, utilizan la Escritura de este modo al proclamar a Cristo. Ireneo crítica a los herejes sobre la base de que han "despreciado el orden y la conexión de las Escrituras". Acusa a los herejes de haber reorganizado los miembros del cuerpo de la verdad, como hacen los que toman un mosaico de un rey y reorganizan las piedras para formar una imagen de un perro o un zorro, afirmando que ésta es la imagen original. Aquellos que conocen el "canon de la verdad", entregado en el bautismo, serán capaces de restaurar los pasajes a su orden correcto, revelando así la imagen del Rey. 
El "canon de la verdad" funciona de forma muy parecida al "modelo de palabras sanas" al que Pablo instó a Timoteo a mantenerse firme (2 Tim. 1:13). Al mantener este canon, los cristianos pueden proclamar, en un contexto continuamente cambiante, el mismo evangelio: la "tradición" conservada en la Iglesia. De este modo, Cristo es, para Ireneo, el sujeto de la Escritura en todo momento. Los apóstoles lo anunciaron por referencia a las Escrituras. Los profetas vieron "al Hijo de Dios como hombre conversando con los hombres; profetizaron lo que iba a suceder... declarando que el que estaba en los cielos había descendido al 'polvo de la muerte'" (Sal. 21.16; Septuaginta). Cristo aún no estaba presente, pero su Pasión salvadora ya era objeto de las palabras y visiones de los profetas.  
Jesús lo escribió todo: Jesucristo no solo es el sujeto de la Escritura, de principio a fin, sino que también es su autor último: Ireneo toma la declaración de Jesús de que "Moisés escribió de mí" (Juan 5.46) para significar que "los escritos de Moisés son sus palabras", y luego extiende esto para incluir "las palabras de los otros profetas". Así pues, Ireneo insta a Marciano, "lee con atención el Evangelio que nos han dado los apóstoles, y lee con atención los profetas, y encontrarás que toda la conducta, y toda la doctrina y todos los sufrimientos de nuestro Señor, fueron predichos a través de ellos." "Si alguien lee las Escrituras de esta manera", argumenta Ireneo, "encontrará en ellas la Palabra relativa a Cristo y una prefiguración de la nueva vocación". Utilizando la imagen de Cristo de un tesoro escondido en un campo (Mateo 13:44), donde los discípulos son enviados a cosechar lo que otros han sembrado (Juan 4:35-8), Ireneo sugiere que Cristo mismo es el tesoro, escondido en las Escrituras, en los tipos y parábolas, las palabras y acciones de los patriarcas y profetas, que prefiguran lo que iba a suceder en y a través de Cristo en su advenimiento humano, tal como está contenido en el Evangelio. Con sus escritos, los patriarcas y los profetas han preparado el mundo para el advenimiento de Cristo, de modo que el campo está listo para la cosecha. 
Antes de su consumación en el advenimiento de Cristo, estos tipos y profecías no podían entenderse. Pero ahora la cruz arroja luz sobre estos escritos, revelando lo que de hecho significan y cómo son, por tanto, la Palabra de Dios. Para los que leen la Escritura sin conocer la "explicación" (literalmente "exégesis") de las cosas que pertenecen a Cristo, las Escrituras siguen siendo solo fábulas. Sin embargo, los que leen la Escritura con entendimiento serán iluminados y brillarán como las estrellas del cielo.

## Teología de Ireneo de Lyon
En su obra Hitos de la Teología, Ireneo considera a la Escritura como la fuente primordial y principal de la fe. Es preciso comparar los distintos pasajes para que, iluminándose unos a otros, pueda entenderse su significado en el contexto (cf. AH II, 10,1; 27,1; III, 12,9). Con humildad debemos aceptar que no conocemos todo y debemos acercarnos a la Palabra con espíritu humilde y dejarnos enseñar por ella. 
Ireneo defiende el principio de la "tradición", es decir las enseñanzas orales dichas por los apóstoles en público, las cuales posteriormente por inspiración de Dios, estas fueron escritas en el Nuevo Testamento. (cf. AH III, 3, 1). El libro segundo del AH desarrolla o funda el principio de la tradición, que ya inicia Hegesipo, y formula este principio contra el gnosticismo, que admite revelaciones privadas, propias de sus escuelas, y también contra ellos exige la coherencia con las Escrituras, ya que los gnósticos pretendían eliminar determinados aspectos de ellas arguyendo una tradición secreta. Dice que la verdadera enseñanza hay que buscarla en las iglesias que habían sido fundadas por los apóstoles, debido a que dentro de estas mantenían sus escritos, demostrando así la doctrina auténtica (cf. AH III, 4, 1).
Ireneo está fuertemente convencido de que la doctrina de los apóstoles sigue manteniéndose sin alteración. Esta tradición es la fuente y la norma de la fe (regula fidei o regula veritatis). Para Ireneo este canon de la verdad parece ser el credo bautismal, porque dice que lo recibimos en el bautismo. Solo las iglesias fundadas por los apóstoles pueden servir de apoyo para la enseñanza auténtica de la fe y como testigos de la verdad, pues la sucesión ininterrumpida de los obispos en estas iglesias garantiza la verdad de su doctrina. A propósito de esto dice que sería largo recurrir a todas las iglesias, por ello reduce a la de Roma, gracias a lo cual tenemos toda la lista de los obispos romanos (cf. AH III, 3,3).
Ireneo es ante todo un gran exegeta, especialmente de San Pablo y de San Juan, de tal modo que cuando él explica a San Pablo o a San Juan es casi como si estos se explicasen a sí mismos. Ireneo es el representante de la escuela de Asia Menor. La teología de la carne no viene de San Juan.
La batalla en torno a los gnósticos se hace con San Pablo. El tema central de la teología ireniana gira en torno al Salus Hominis (antropología), es decir, la salvación del hombre. En la antropología confluye todo lo demás, trinidad, eclesiología, escatología, etc. El punto de partida de su antropología lo constituyen los dos textos bíblicos del Génesis que hablan de la creación del hombre: el Génesis 1:1-26 y el Génesis 2:7. Frente a los gnósticos que distinguían tres clases de hombre, el hombre material o hiliaco, el hombre psíquico o animal (porque su sustancia es la psijé o alma), y tercero el hombre espiritual o neumático (constituido de pneuma o espíritu).
Hay un solo hombre, carnal, espiritual y animal. Repetidamente dice que el hombre es una mezcla de cuerpo, alma y espíritu, en esto usa una terminología paulina, Pablo en 1Tesalonicenses 5:23. Los gnósticos daban a estos tres elementos la categoría de sustancia, y decían que los tres hombres eran de tres sustancias distintas, aunque teóricamente cada uno de estos tres podría vivir independientemente, o quizás unidos. El espíritu está revestido del hombre psíquico y este a su vez del hombre material. El ideal de ese espíritu es librarse de los otros dos, lo cual ocurrirá con la muerte. La sustancia espiritual es la sustancia de Dios, por ello el hombre es consustancial al Padre. La salvación para los hombres espirituales es debida a su propia sustancia, por ser de materia divina. La sustancia de los siete cielos es el mundo del demiurgo, Dios inferior al Dios uno, tiene naturaleza psíquica, es el que crea al hombre material, pero el hombre espiritual es de sustancia divina.
San Ireneo dice que solo hay un hombre, que asume las sustancias, así hay un tanto a favor de las cosas. El hombre es cuerpo, es carne, el alma es el principio de la vida racional y animal por el plasma (barro). El alma es principio racional, el principio que al barro comunica la vida sensitiva y racional. El espíritu es principio de vida espiritual del plasma. El hombre por el pecado pierde el espíritu. El hombre es una mezcla de cuerpo, alma y espíritu. Son cualidades inherentes al cuerpo. Sarcología: el hombre es carne, así antropología es filosofía de la carne. Car Capax Salutis: carne capaz de salvación. Aquí es donde se juega la batalla, para los gnósticos la carne no es capaz de salvación, para San Ireneo sí. Salvación significa divinización de la carne, por eso el Hijo de Dios se encarna para divinizar la carne. La carne, por ser materia, para los gnósticos, es corruptible, y acabará con la aniquilación. Por eso la carne de Dios no es real, sino aparente (docetismo), perdiéndose así los misterios de Jesucristo. La carne es esencial para San Ireneo, el hombre per se es carne, pero una carne destinada a la salvación.
En Génesis 2:7a. «Tomó Yahveh barro de la tierra», hallamos el origen del cuerpo, es barro de la tierra, ahora bien, ¿de qué tierra? De esta visible que tenemos ante nosotros, y el misterio de la curación del ciego de nacimiento lo pone esto de manifiesto. El hombre es un ser en construcción, idea de progreso, el hombre no acaba de ser hecho hasta que el hombre sea igual a la carne gloriosa de Cristo, entonces el hombre será perfectamente lo que Dios quiere, imagen y semejanza de Dios.
Por otro lado, subraya que ese barro tomado de la tierra, no fue plasmado por ángeles, sino por las manos de Dios, directamente, las manos de Dios son el Hijo y el Espíritu Santo. El Hijo es el que comunica al barro la imagen, y el Espíritu Santo es el que le comunica la semejanza divina. Cada una de las tres divinas personas en la creación, actúa a tenor de sus cualidades personales. El Padre crea la materia ex nihilo, el Hijo le da forma, y el Espíritu Santo lo llena de vida. Génesis 2:7b. Este aliento de vida se identifica con el alma, infundida en el plasma, y adopta la forma del plasma, a la manera como el contenido adopta la forma del contenedor, y se sujeta a la misma causalidad de las manos de Dios.
El hombre es un microcosmos, en el mismo ser del hombre hay como un resumen de toda la creación, del mundo material por ser material, y del racional por ser racional. San Ireneo dice que Dios hizo al hombre rey no solo de este mundo, sino también del de los ángeles. El hombre mismo es resumen de la creación. Según Génesis 1:26 hay que distinguir imagen de semejanza. Imagen es similitud con la forma, figura, lineamentos, y se da entre naturalezas iguales, se da necesariamente entre dos naturalezas iguales, tenemos por tanto la misma naturaleza de Dios, posible por Cristo, que tiene naturaleza humana. Aquí se introduce la teología trinitaria. El Padre no tiene forma, no es posible conocer al Padre sin el Hijo, el cual sí tiene forma. Así pues, el hombre, que es material, corporal, carnal, es imagen de Dios en su sentido horizontal, es decir imagen de Cristo Dios que ha de venir, se ha de encarnar, es el paradigma. 
En Cristo cabe distinguir varios estadios. El paradigma de Adán es Cristo, que es anterior al primer Adán, puesto que el primer Adán es solo anterior en el tiempo, no en la mente de Dios. En Cristo cabe distinguir distintos estadios (cuando nació, como niño, etc.) ¿En cuál de estos estadios es el paradigma del que fue creado Adán?. En la resurrección, ese es el paradigma o modelo que Dios tuvo presente. Será imagen de Dios cuando su carne sea glorificada. El hombre pues está destinado por Dios a ser glorificado en su carne, mientras tanto estamos en período de construcción. Al ser una economía carnal, es precisa una historia, si hubiese sido una economía angelical no hubiese hecho falta.
La semejanza significa asimilación del hombre con Dios, que hay que distinguir otra semejanza, asimilación del hombre con Dios, es decir, el hombre se hace Dios, la semejanza consiste en que el hombre sea divinizado, deificado, el hombre está destinado a hacerse Dios. Esta semejanza es progresiva, ya el «kata» (partícula segunda) tiene de suyo un dinamismo. Indica un proceso que tiene que desarrollarse hasta la perfección de la carne de Cristo, pero nunca barrerá la distancia física, sino la distancia cualitativa. Una cosa es la «ousía» (sustancia) o ser de Dios, y otra es la «ousía» humana, que es carnal, la distancia está entre el ser de Dios y el del hombre, nunca se borrará, la divinización del hombre se dará en el terreno de la cualidad, el terreno cualitativo, quiere decir esto que la sustancia divina tiene unas propiedades congénitas (poiotes), la sustancia divina de suyo es impasible, inmortal, incorruptible, y la sustancia humana de suyo es corruptible, mortal, y pasible. La divinización del hombre viene de que la sustancia humana se olvide de sus facultades y asuma las cualidades divinas. Cristo resucitado es el modelo que Dios tuvo delante al modelar a Adán. Por tanto Cristo es el objetivo al que ha de llegar la carne humana.
El hombre es un ser in fieri, en construcción, que se está haciendo, llegará a ser perfecto hombre solo después de la resurrección, cuando su carne halla adquirido la incorruptibilidad y la inmortalidad. Mientras tanto, está sometido al trabajo de las manos divinas, Dios ¿por qué no hizo al hombre perfecto desde un principio? Porque si bien según los gnósticos la explicación está en el demiurgo, Dios creador, imperfecto, para San Ireneo el hombre es incapaz de recibir la perfección de golpe por ser carnal, le hacía falta una historia. Dios es capaz de dar la perfección al hombre, pero el hombre es incapaz de recibir esta perfección. Toda la cuestión está en que Dios ha establecido una economía carnal, material. Por eso el Hijo de Dios se encarnó (por la economía carnal) y no se angelizó. La tarea de asimilación del hombre a Dios va unida al alma, nosotros somos un cuerpo tomado de la tierra, y un alma, el alma es mediadora entre este cuerpo y el espíritu. Así como la perfección de la imagen está virtualmente vinculada al cuerpo, el alma toma la misma imagen del cuerpo, el cuerpo comunica al alma la imagen del cuerpo, y así Dios comunica al alma la imagen del alma, para que lo comunique al cuerpo, actúa así de intermediación. La semejanza pues iría especialmente vinculada al alma.

## Cristología de Ireneo de Lyon
La cristología de San Ireneo de Lyon está en íntima conexión con la antropología, Cristo, el verbo encarnado es el hombre ideal, es decir, el paradigma de Adán, el modelo del cual se hizo a Adán. Cristo estaba presente en la mente de Dios en el plasmado del hombre, «opera dei plasmatio hominis» («la obra de Dios es el plasmado del hombre»). Dios empieza a modelar al hombre según un boceto, el segundo Adán (Cristo) que es la obra perfecta y acabada. El primer Adán es anterior al segundo solamente en el tiempo.
Todas las teofanías del Antiguo Testamento desde Adán son manifestaciones del verbo. Hay que señalar la gran importancia de la encarnación, por tanto la realidad de la pasión, muerte y resurrección, contra los gnósticos (apariencia). La recapitulación, término griego (anakefalaiosis), significa resumen, Cristo resume en su propia carne toda la historia de la salvación de la carne que se ha dado y de principio a fin, de modo pleno en la carne de Cristo glorificado. En Cristo se ha dado el resumen. Cristo recapitula a Adán, a toda la humanidad, recapitulando lo pasado y lo futuro, desde la creación hasta la glorificación.
Respecto al pecado original señalar que San Ireneo constituye un testimonio a favor de la doctrina del pecado original. Difunde esta tesis San Agustín por lo que fue acusado de maniqueo mal convertido, a lo que él rescata la referencia de San Ireneo. Según San Ireneo nuestros primeros padres, creados a imagen y semejanza de Dios perdieron la semejanza, pero conservaron la imagen, aunque ofuscada. Cristo hizo brillar la imagen y le devolvió la semejanza. Destacar la ubicación del paraíso en el 4.º cielo (el de en medio). El hombre, hecho de barro de la tierra es elevado al paraíso pero después por el pecado es expulsado a la tierra de nuevo. Así, en el paraíso estuvo equidistante de la tierra y del cielo sumo, explicando así el reinado del hombre sobre la tierra. El paraíso no admite al pecador, por eso fueron expulsados.

## Mariología de Ireneo de Lyon
En su mariología desarrolla mucho el paralelismo entre Eva y María de San Justino. Según Ireneo, María reparó la desobediencia de Eva, con lo que contrarió las corrientes gnósticas que sostenían que Jesús no era Dios y hombre. Ireneo aseveraba que Jesús debía tener la naturaleza humana para poder redimirla, pero al mismo tiempo la santidad de Dios para poder presentarse sin mancha.
Ireneo garantiza contra los gnósticos la realidad de la carne de Jesús, sin la cual es imposible la vida histórica de Cristo, y su muerte y resurrección reales:

«Yerran quienes afirman que Él nada recibió de la Virgen... De otro modo habría sido inútil su descenso a María: ¿para qué descendía a ella, si nada había de tomar de ella?»
San Ireneo de Lyon (AH III, 22,1-2).

Dice que el Hijo, al hacerse carne, al nacer «realmente» de María, es la prenda de que él es descendiente de Adán, cuya simiente había de asumir para poder transformarla en lo que él es como Dios. Por eso su carne es la misma carne de María, hija de Adán (cf. AH III, 21,10, V, 1,2). Por medio de ella Jesús se liga también a la generación de Abraham y de David, y solo por tal motivo el Hijo de María puede llegar a ser el cumplimiento de las promesas hechas a los Padres (cf. AH III, 16,2-3; D 35-36, 40, 59).

## Escatología de Ireneo de Lyon
Es necesario distinguir la escatología católica, la intermedia y la final. La intermedia es la situación del hombre desde la muerte a la resurrección, cada individuo, ¿en qué situación se encuentra?. Respecto a ello San Ireneo enseña las siguientes cosas sacadas de la exégesis del rico Epulón y el pobre Lázaro Lucas 16:19. Este texto para él no es parábola, sino historia real que nos cuenta el señor. Mediante la parábola nos muestra los siguientes puntos: 1.º perseverancia de las almas, es decir, las almas, tras la muerte perseveran en el ser, no se deshacen; 2.º la no-transmigración de las almas, se mantiene con una subsistencia propia, aquí interviene la omnipotencia de Dios; 3.º, las almas retienen la figura del cuerpo, que las hace reconocibles, por eso el rico Epulón reconoce a Lázaro, por tener la misma figura que en vida. Las almas retienen la memoria de su obra pecadora y también el mérito, Abraham retiene el don profético y reconoce las obras del rico y del pobre; 4.º, en el más allá hay un lugar de descanso y de pena, las almas buenas descansaban en el seno de Abraham, las malas, como la del rico, están en un lugar de dolor; 5.º, también ve San Ireneo confirmadas una de sus tesis favoritas, la unidad de los dos testamentos, que nos permite ver en ley y profetas las palabras de Cristo, lo que ellos dijeron según la palabra de Cristo.
En la teología ireniana lo importante es siempre la salus carni, porque la historia salutis consiste en la deificación de la carne, el gozo del alma durante la escatología intermedia es un gozo relativo, intermedio, no solo no ve al Padre, sino que ni al Hijo resucitado. ('A Dios nadie le ha visto jamás': 1Jn 4,12; Jn 5, 37; Jn 6, 46)
En la escatología final, la verdadera bienaventuranza, para que el hombre la adquiera es necesaria la resurrección del Verbo, la gente resucitada con la resurrección iniciará el milenio, mil años durante los cuales no se verá al Padre, sino solo al Hijo resucitado acostumbrándose a la carne (Cristo) para luego pasar al Padre, además este milenio sucederá en la tierra, pero en un cielo nuevo y una tierra nueva. No se da en el milenio la visión del Padre, sino una preparación de la gente a la visión del Padre pero secundum carnem. Se da por tanto un proceso gradual, que lo inicia el Espíritu Santo, lo continúa el Hijo y lo consuma el Padre. Distingue así tres puntos en la historia de la salvación: Espíritu Santo, etapa del Antiguo Testamento; la 2.ª es la del Hijo, la cual a su vez se subdivide en dos, se inicia en la encarnación, y dura hasta la parusía; para luego continuarse la etapa del Hijo durante mil años, tras el séptimo milenio llegará el Padre. Así, en la ley del Antiguo Testamento hemos recibido un espíritu profético, luego, con Cristo, un espíritu adoptivo, y al final el espíritu paterno. Hay pues un proceso de adaptación.

## Contra elEvangelio de Judas
Su extensa y completa refutación de las diferentes doctrinas gnósticas ha sido recordada con ocasión del redescubrimiento del texto seudoepigráfico llamado Evangelio de Judas. Ireneo dice que es un libro utilizado por un grupo gnóstico al que denomina cainitas, los cuales: 

«dicen que Caín nació de una Potestad superior, y se profesan hermanos de Esaú, Coré, los sodomitas y todos sus semejantes. Por eso el Hacedor los atacó, pero a ninguno de ellos pudo hacerles mal. Pues la Sabiduría tomaba para sí misma lo que de ellos había nacido de ella. Y dicen que Judas el traidor fue el único que conoció todas estas cosas exactamente, porque solo él entre todos conoció la verdad para llevar a cabo el “misterio de la traición”... Para ello muestran un libro de su invención, que llaman el Evangelio de Judas.»

Ireneo en varias partes de su obra se refiere a la oposición entre Caín y Abel. 

«Dios puso los ojos sobre las oblaciones de Abel, porque las ofrecía con sencillez y justicia; en cambio no miró el sacrificio de Caín, porque su corazón estaba dividido por celos y malas intenciones contra su hermano, según Dios mismo le dijo al reprenderlo por lo que ocultaba: “¿Acaso no pecas aunque ofrezcas tu sacrificio rectamente, si no compartes con justicia? Tranquilízate”.»
Génesis 4:7 LLX: οὐκ ἐὰν ὀρθῶς προσενέγκῃς ὀρθῶς δὲ μὴ διέλῃς ἥμαρτες ἡσύχασον πρὸς σὲ ἡ ἀποστροφὴ αὐτοῦ καὶ σὺ ἄρξεις αὐτοῦ

«Caín, cuando Dios le aconsejó calmarse, pues no había compartido de modo justo con su hermano los deberes de fraternidad, sino que con envidia y maldad imaginó poder dominar sobre él, no solo no se puso en paz, sino que añadió pecado a pecado, mostrando su intención con las obras. Llevó a cabo lo que había planeado (Génesis): se impuso sobre él y lo mató.»

El sacrificio de Abel es un símbolo del sacrificio de Jesús:

«Dios sometió el justo al injusto, a fin de que el primero mediante su sufrimiento se manifestase como justo, en cambio el segundo mediante sus actos desenmascarase su injusticia... el Dios que los desenmascara no es culpable de ellos ni obra el mal.»

«No son los sacrificios los que purifican al ser humano, pues Dios no los necesita; sino la conciencia pura de quien lo ofrece es lo que santifica el sacrificio.»

Jesús dio su vida no para «liberarse del cuerpo», sino para que todo el que crea en él no perezca, sino que tenga vida eterna... para que el mundo se salve por él; el que cree en él no es condenado (Juan 3:16-18) ; y la condenación está en que vino la luz al mundo y los hombres amaron más las tinieblas que la luz... para que no sean censuradas sus obras (Juan 3:19-20,12:4-6).

## Festividad
Los cristianos orientales celebran la fiesta de San Ireneo el 23 de agosto. La Iglesia católica la celebra el 28 de junio. Su nombre también está incluido en el Calendario de Santos Luterano.